# Jan Sedláček (politik ANO)
Jan Sedláček (* 8. června 1979) je český podnikatel a politik, v letech 2013 až 2017 poslanec Poslanecké sněmovny PČR, od října 2014 zastupitel města Bohumína, člen hnutí ANO 2011. Je spolumajitelem společnosti LUCEO, s. r. o.

## Život
Vyučil se automechanikem a z počátku se touto profesí i živil. Později pracoval jako řidič, obchodní zástupce a obchodní ředitel ve společnosti LUCEO, s. r. o. Tato společnost, kde je od roku 2013 spolumajitelem, se specializuje na nábytkové polotovary (např. kuchyňská dvířka a osvětlení do nábytku), sídlí v Petřvaldu u Karviné.
Jan Sedláček žije v Bohumíně.

## Politické působení
K politice se dostal, když v létě roku 2012 narazil na internetový pořad, kde byl hostem Andrej Babiš. Ten v pořadu vyzýval mladší generaci, aby se začala starat o situaci v České republice a aktivně se zapojila do změny politické situace. Od té doby začal budovat krajskou organizaci ANO v Moravskoslezském kraji. S předsedou hnutí ANO Andrejem Babišem navázal první přímý kontakt, když natočil video, kde se ho ptá na možnou spolupráci hnutí ANO 2011 a Pozitivní evoluce o.s. Karla Janečka.
Je členem hnutí ANO 2011, v lednu 2013 byl zvolen předsedou na oblastním sněmu v Karviné a v červnu 2013 zvolen předsedou Krajské organizace hnutí ANO 2011 v Moravskoslezském kraji.

### Poslanecká sněmovna
Na podzim roku 2013 přijal výzvu předsedy hnutí ANO 2011 Andreje Babiše a ve volbách do Poslanecké sněmovny PČR v roce 2013 kandidoval ze třetího místa na kandidátce hnutí ANO 2011 v Moravskoslezském kraji a byl zvolen poslancem.
Byl členem Výboru pro evropské záležitosti a členem Výboru pro veřejnou správu a regionální rozvoj. Od prosince roku 2013 byl také členem Stálé komise pro kontrolu použití odposlechu a záznamu telekomunikačního provozu, použití sledování osob a věcí a rušení provozu elektronických komunikací.
Zabývá se aktivně otázkou změny volebního systému České republiky a elektronického systému hlasování. Dále podporuje projekt paktů zaměstnanosti, který má za cíl koordinovat potřeby pracovního trhu, Úřadů práce a propojení škol především na technické a řemeslné profese. Zaměřuje se na potřebné legislativní změny doporučené projektem Rekonstrukce státu.
Ve volbách do Poslanecké sněmovny PČR v roce 2017 již nekandidoval.

### Komunální politika
V komunálních volbách 2014 byl zvolen do zastupitelstva města Bohumín.
Jako zastupitel by se chtěl především zabývat otázkou bezpečnosti města a podpoře podnikatelského prostředí.